# Soraya Post

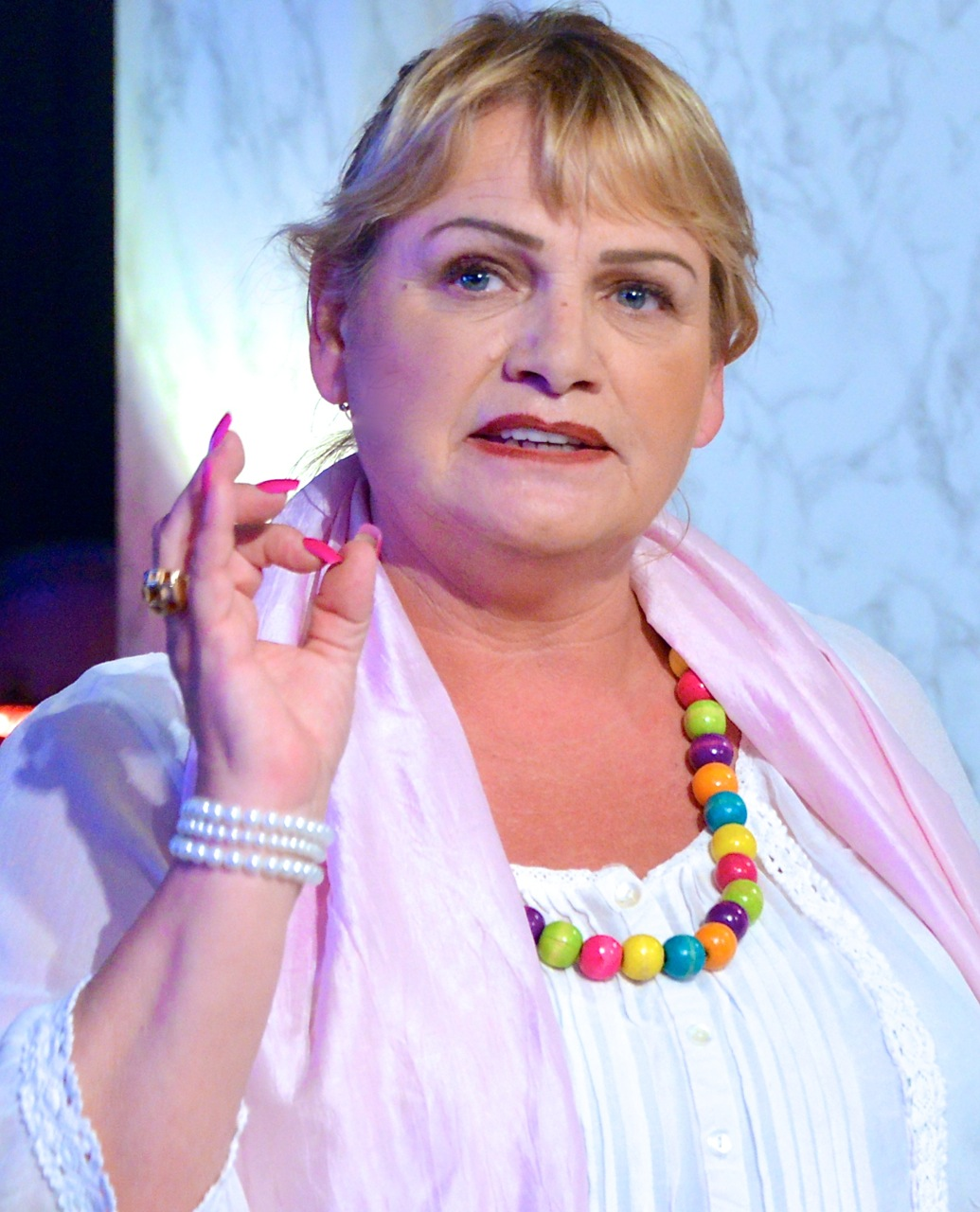
Soraya Post

Soraya Post (* 15. August 1956 in Göteborg) ist eine schwedische Politikerin der Feministiskt initiativ.

## Leben
Seit Juli 2014 ist Post Abgeordnete im Europäischen Parlament. Dort ist sie Mitglied im Ausschuss für bürgerliche Freiheiten, Justiz und Inneres, im Unterausschuss Menschenrechte und in der Delegation für die Beziehungen zu den Ländern Mittelamerikas. Am 2. August 2015 sprach sie auf der Veranstaltung zum Gedenken an die Ermordung der Roma im „Zigeunerfamilienlager“ im KZ Auschwitz im Jahr 1944. 